# New York Power Authority
Die New York Power Authority, abgekürzt NYPA, offizielle Bezeichnung Power Authority of the State of New York, ist der größte staatliche, elektrische Energieerzeuger und Stromnetzbetreiber in den USA. Das Unternehmen befindet sich im Eigentum des Bundesstaates New York, das Hauptquartier befindet sich in White Plains. Gegründet wurde das Unternehmen nach einem rechtlichen Akt 1931 von Gouverneur Franklin D. Roosevelt mit dem Ziel, die öffentliche Energieversorgung aus Wasserkraft im Bundesstaat New York für die Öffentlichkeit sicherzustellen. Damals bestand die Befürchtung, dass in den Folgejahren nach dem Stromkrieg es zu einer einseitigen Ausbeutung der Wasserkraft durch „Wasserkraftbarone“ mit Schaden für die Bevölkerung käme.
NYPA betreibt 17 Kraftwerksanlagen mit einer Gesamtleistung über 4,2 GW, unter anderem Flusskraftwerke am Niagara River und am Sankt-Lorenz-Strom, mehrere kalorische Kraftwerke in New York City, das Pumpspeicherkraftwerk Blenheim-Gilboa in den Catskill Mountains und ein Pumpspeicherkraftwerk am Niagara River, sowie die Châteauguay-Gleichstromkurzkupplung zum Netz der  Hydro-Québec in Kanada. Weiter betreibt das Unternehmen das Hochspannungsnetz im Bundesstaat New York mit einer Leitungslänge von rund 2.000 km.